# Franklin Cover
Franklin Edward Cover (* 20. November 1928 in Cleveland, Ohio; † 5. Februar 2006 in Englewood, New Jersey) war ein US-amerikanischer Schauspieler, der vor allem für die Rolle des weißen Nachbars Tom Willis in der Sitcom Die Jeffersons bekannt wurde.

## Leben
Franklin Cover startete seine Karriere mit Shakespeares Hamlet und Heinrich IV. Er war später in vielen Broadway-Produktionen zu sehen, wie Any Wednesday, Wild Honey and Born Yesterday. Cover war nahezu 60 Jahre im Show-Business. Er war an zahlreichen Fernsehshows beteiligt, am bekanntesten wurde er jedoch für die Nachbarsrolle des Tom Willis in der Sitcom Die Jeffersons.
Cover starb an den Folgen einer Lungenentzündung im Lillian Booth Actor’s Fund of America Home in Englewood, New Jersey, in dem er sich seit Dezember 2005 nach einer Herzoperation aufgehalten hatte. Er hinterlässt seine Frau Mary und zwei Kinder.

## Filmografie (Auswahl)
- 1963: Preston & Preston (The Defenders, TV-Serie, eine Folge)
- 1974: The Great Gatsby
- 1975: Die Frauen von Stepford (The Stepford Wives)
- 1975–1979: All in the Family (TV-Serie)
- 1975–1985: Die Jeffersons (The Jeffersons, TV-Serie, 251 Folgen)
- 1982: Golda Meir (A Woman Called Golda) (TV-Film)
- 1987: Wall Street
- 1990: Wer ist hier der Boss? (Who’s the Boss?) (TV-Serie, Gastauftritt)
- 1999: Will & Grace (TV-Serie, Gastauftritt)